# Silvio Antoniano
Silvio Antoniano (Roma, 31 de desembre de 1540 - 16 d'agost de 1603) fou un jurista, literat, músic, humanista, pedagog, polític, eclesiàstic, cardenal i membre destacat de la cúria romana.

## Orígens
Fill d'uns comerciants, fou un "infant prodigi" pel seu talent per improvisar versos i música. Fet pel qual fou conegut com el "poetino". El cardenal Ottone di Truchsess, impressionat per la seva capacitat, es feu càrrec de la seva educació.

## Docència i pedagogia
El 1555, el duc de Ferrara Ercole II d'Este, el conegué a Roma i li va oferir estudiar a la Universitat de Ferrara. Allà Antoniano es doctorà en dret civil i canònic i va ser professor de literatura clàssica. També acompanyà al duc en els seus viatges com ara a Venècia o a Florència. Mort el duc, fou cridat a Roma per Pius IV per formar part de la Secretaria Apostòlica. També li encarregà la secretaria del seu nebot i secretari d'Estat el cardenal Carlo Borromeo. En un clima d'expansió de la reforma luterana, Pius IV convocà, el 1562, per tercera vegada el Concili de Trento. Va encomanar a Carlo Borromeo l'aplicació de les directrius tridentines. També preocupat per la cultura Pius IV, l'abril de 1562, fundà amb Borromeo l' l'Accademia delle Notti al Vaticà. Allà el jove Antoniano va debatre i es va relacionar amb els alts dignataris de l'Església. L'Acadèmia va tractar temes literaris i religiosos. Tenia present el pensament dels estoics que interessava vivament a Borromeo i també a Antoniano. Afavorint el renaixement de l'eloqüència ciceroniana a la societat romana.
El papa Pius IV, el 1563, decidit a renovar i reformar de la Universitat de la Sapienza, va nomenar Silvio Antoniano com un dels nous lectors. La positiva gestió realitzada portà a nomenar-lo vicerector de la Sapienza al costat del rector Camillo Pernuschi.
La coneixença de Borromeo i de Filippo Neri fou determinant per l'evolució religiosa de Silvio Antoniano que el portà vers el sacerdoci. Fou ordenat prevere el 12 de juny de 1568. En aquesta nova etapa personal intensificà la recerca d'un humanisme cristià que no renunciava a la cultura clàssica. Aquesta evolució personal s'emmarca dins el fervor religiós que es va estendre a Roma després de la conclusió del Concili de Trento al costat de l'exemple i amistat de Borromeo. A poc a poc anà deixant de banda el camp literari per bolcar-se a la filosofia i a la teologia.
En ser nomenat el 1564 Carlo Borromeo, arquebisbe de Milà, s'emportà amb ell a Antonino per confiar-li la redacció llatina de les resolucions del primer concili de la província eclesiàstica de Milà. Posteriorment s'unia al cardenal Morone que havia estat nomenat legat papal a Alemanya. Després retornà a Romà, on residí, tret d'algun parèntesi, la resta de la seva vida.
A instància del cardenal Borromeo, redactà i publicà Dell'educazione cristiana e politica dei figlioli on exposa la necessitat de dotar d'educació als fills de les classes no privilegiades i de crear escoles populars, trencant així la situació existent. Convertint l'educació popular en una eina de reforma religiosa i social. També de promoció social. Proposa una educació que atengui les inclinacions de cada infant, l'atenció la nutrició i forma física, la graduació dels aprenentatges,el mètode directe per l'ensenyament de la llengua, entre altres aportacions didàctiques. Tot i que menysté l'educació de les noies. Aquesta obra tingué una gran acollida en reedicions que arriben fins al segle XIX. Té la virtut de traduir educativament i escolarment les disposicions del Concili de Trento.

## A la Cúria Pontifícia
Un cop ordenat sacerdot, van adquirir fama per les seves peces oratòries i sermons. Com ara la pronunciada en l'avinentesa de la victòria de Lepant (1571). Va ser nomenat per Pius V secretari del Col·legi Cardenalici, càrrec que exercí, durant vint-i-quatre anys, fins al 1592. Fou un dels compiladors del Catecisme Romà publicat el 1566 sota la llum del concili tridentí.
L'orientació dels pontificats de Pius V i el seu successor Gregori XIII com a impulsors de reformes i de disciplinada reorganització de l'Església, afavorí la carrera de Silvio Antoniano a qui es va encarregar la revisió de l'edició dels Pares de l'Església. Continuà treballant a la Cúria Pontifícia malgrat els oferiments de Gregori XIII en l'àmbit pastoral i episcopal. Antoniano va entrar a la Congregació de l'Índex com a consultor (1587).
El papa Sixt V li va encomanar la secretaria de la Congregació de Bisbes i Religiosos. Climent VIII el va nomenar secretari dels escrits papals el 1593. Antoniano també va ser mestre de la cambra papal esdevenint així col·laborador directe del papa. Funció que comportava l'assistència a les audiències pontifícies amb altres autoritats civils i eclesiàstiques. Aquest nomenament palesava les seves aptituds per al govern i la gestió. Silvio Antoniano va participar en les activitats de moltes congregacions romanes (ministeris) durant el pontificat de Climent VIII, especialment la de la Propagació de la Fe. Una bona mostra de la seva implicació en els assumptes de la cúria romana fou la seva intervenció en la reconciliació d'Enric III de Navarra, coronat rei de França el 1594, amb l'Església Catòlica tot i l'oposició de la Lliga Catòlica. Acompanyà al papa a Ferrara quan aquest va decidir annexionar el ducat als Estats Pontificis en morir el duc Alfons II sense hereu directe (1598).
Va ajudar en la formació de la Unió de Brest que portà, entre 1595 i 1596, a la incorporació de cristians dependents del Patriarcat de Constantinoble a l'Església catòlica.
El papa Climent VIII el va nomenar cardenal el 3 de març de 1599 i residí al palau del Vaticà on tingué cura de l'elaboració dels textos i documents en llatí. S'aplicà a impulsar l'educació popular i especialment fou el protector de les Escoles Pies creades per Josep de Calassanç per a l'educació gratuïta dels infants pobres.
Va morir, envoltat de reconeixement, el 16 d'agost de 1603. Fou enterrat a Santa Maria a Vallicella. Havia llegat la seva rica biblioteca a la Congregació de l'Oratori i feu deixa a l'Escola Pia.

## Humanisme, classicisme i cristianisme
El cardenal Silvio Antoniano és una rellevant personalitat de la Contrareforma que com humanista i educador impulsà la renovació del catolicisme. Des d'un programa de replantejament de les eines intel·lectuals, socials i educatives del seu temps. Amb l'objectiu de proporcionar un ferm arrelament de la fe catòlica tant en l'àmbit eclesiàstic com el social. Proposant un projecte de recristianització, basat en la reactivació i un desenvolupament original d'una tradició influenciada pels cànons d'un humanisme classicista i cristià.

## Obra
- Dell'educazione cristiana e politica dei figlioli. Verona: Sebastiano Dalle Donne, 1584
- Orationes tredecim, Roma: Giacomo Mascardi, 1610